# 중재배 전국 초등교 스키대회
중재배 스키대회는 1년마다 열리는 꿈나무들을 위한 동계 스포츠 스키 대회이다.

## 역사
현재 중재배 스키대회는 중재배 조직위원회가 2008년 단국대학교 명예총장인 중재(中齋) 장충식 범은장학재단 이사장의 동계스포츠에 대한 열정을 바탕으로 단국대학교와 한솔 오크밸리가 주체가 되어 개최 하였다. 전통을 따라 1등은 금, 2등은 은, 3등은 동메달이 선수에게 수여된다.
선수들은 각자 지역의 예선을 거쳐 선발된다. 동계스포츠의 꿈나무를 키우기 위한 대회의 목적에 따라 시상을 통하여 경기력과 자질을 향상시키고 어려운 환경에서 훈련하는 어린 선수들 중 우수선수를 발굴해 해외전지훈련 등을 보내 동계스포츠 강국이 될 수 있도록 지원하고 있다.
2008년 1월 처음 개최된 이래 매년 겨울에 개최하여 이어오고 있는 중재배 전국초등학교 스키대회는 2003년 이후 명맥이 끊겼던 초등학교 스키대회를 부활시켰다는 평가를 받고 있다.
단국대는 동계스포츠 불모지나 다름없던 동계스포츠 발전을 위해, 1967년부터 강원도 횡계의 도암초등학교와 도암중학교를 중심으로 유망선수를 발굴하고 장비를 지원했다. 1968년에는 국내 대학 가운데 처음으로 스키부를 창설했으며, 1976년에는 빙상부를 창설하는 등 동계스포츠 발전에 선구자적 역할을 담당해왔다.

## 경기방식
전국 초등학생이 참가하여 진행하는 중재배 스키대회는 오크밸리 스키장의 초급자 코스인 I, H슬로프와 중급자 코스인 D슬로프에서 각각 크로스컨트리와 알파인 종목으로 나눠 치러진다. 경기방식은 알파인(회전, 대회전)과 크로스컨트리(단거리, 장거리)등 4개 종목에서 남,녀 각각 1,2학년, 3,4학년, 5,6학년으로 나뉘어 진행된다.
2018년 평창동계올림픽을 빛낼 스키유망주 양성을 위해 마련된 중재배 전국초등학교 스키대회는 초등학생을 대상으로 하는 스키대회 가운데 전국에서 가장 규모가 큰 대회다. 올시즌 가장 먼저 열리는 전국 초등생 대회이기도 하다.